# آخرین وسوسه مسیح
آخرین وسوسهٔ مسیح (به یونانی: Ο Τελευταίος Πειρασμός) داستانی از نیکوس کازانتزاکیس نویسنده یونانی است که اولین بار در ۱۹۵۱ منتشر شد.

## دربارهٔ کتاب و ترجمه
این کتاب دارای دیدگاهی «انسانی» و «زمینی شده» به شخصیت عیسی است که پس از انتشار کتاب به شدت مورد اعتراض دستگاه کلیسا و همچنین مسیحیان قرار گرفت.
دیدگاه زمینی کازانتزاکیس به مسیح به گونه‌ای است که برای وی احتمال فریب خوردن از شیطان و اسیر وسوسه‌های نفسانی شدن را قائل شده بود. این دیدگاه به فردی که تمامی مسیحیان وی را «خدای مجسم» می‌دانند به شدت کفرآمیز تلقی شد.
صالح حسینی این کتاب را به فارسی برگرداند و انتشارات نیلوفر برای اولین بار آن را در سال ۱۳۶۰ منتشر کرد.
مارتین اسکورسیسی در ۱۹۸۸ فیلمی با همین عنوان از روی کتاب ساخت.

## بریده‌ای از کتاب
این بخشی از رمان آخرین وسوسهٔ مسیح با ترجمهٔ صالح حسینی است:
«لحظه لحظهٔ زندگی مسیح جدال و پیروزی است. او جادوی شکست ناپذیر لذت‌های سادهٔ انسانی را تسخیر کرد. او بر وسوسه‌ها چیره شد و با تبدیل کردن ذره ذره «گوشت تن» «به خون جان» عروج کرد.
مسیح با فراز آمدن به «گولگوتا» از صلیب بالا رفت. توضیح اینکه گولگوتا و در برخی ترجمه‌ها: «جُلجُتا»، نام تپه ایست که عیسی مسیح را بر بالای آن به صلیب کشیدند و معنای لُغوی آن به قول اناجیل اربعه، کاسهٔ سر می‌باشد!
اما آنجا، در فراز گولگوتا و بر بالای صلیب هم، مبارزهٔ او پایان نپذیرفت: «وسوسه» - «آخرین وسوسه» - بالای صلیب در انتظارش نشسته بود.
در پیش دیدگان بی فروغ مصلوب، روح ابلیس در یک لمحه، چشم‌انداز فریب آلود زندگی آرام و دلنوازی را بر او گشود.
مسیح پنداشت که جادهٔ راحت و نرم انسان‌ها را در پیش گرفته‌است: عیالمند شده و مردم دوستش می‌دارند و احترامش می‌نهند. و اینک که پیرمردی گشته، در آستانهٔ در خانه‌اش نشسته‌است، و همچنان‌که تمناهای دوران جوانی خویش را به یاد می‌آورد، لبخندی از سر رضایت بر لبانش نقش می‌بندد.
او، در گزینش جادهٔ انسان‌ها چه باشکوه و عاقلانه عمل کرده بود!

راستی را که نجات دنیا دیوانگی بوده‌است و فرار از محرومیت‌ها و شکنجه‌ها و صلیب چه لذتبخش!
این «آخرین وسوسه» ای بود که در لمحه‌ای کوتاه به سراغ منجی آمد تا لحظات واپسین را بر او پریشان سازد.
اما به ناگاه مسیح سرش را با شدّت تکان داد، چشمانش را گشود و دید:
نه!... سپاس خدای را که خائن نبود، که پیمان‌شکن نبود.
او از عهدهٔ انجام مأموریتی که خداوند خدا، بار امانتش را بر دوش وی نهاده بود، برآمده بود.
او عزب مانده و شهد گوارای زن و زندگی را نچشیده بود.
او به اوج ایثار رسیده بود: به صلیب چهارمیخ شده بود.
با رضامندی دیدگانش را فروبست.
پس آنگاه نغمهٔ بزرگ پیروزی سر داده شد: «وظیفه به انجام رسیده‌است!»
و مسیح گفت: وظیفه‌ام را به انجام رسانیده‌ام، به صلیب کشیده شده‌ام. و در دام وسوسه نیفتاده‌ام».